# Pero molionaria
Pero molionaria là một loài bướm đêm trong họ Geometridae.